# Караван
Караван (перс. کاروان [kārwān] — ’трговачка заштита’) јесте поворка, група путника, трговаца или ходочасника, који др ради узајамне помоћи и веће сигурности крећу заједно у дугим колонама, устаљеним караванским путевима кроз пусте и неретко од нападача угрожене крајеве. Сваки караван има свог вођу (караван-баша). Терет обично носе животиње (камиле или коњи) прилагођене терену кроз који се пролази. Уз караванске путеве налазе се свратишта за одмор и преноћиште. Од давнина каравани су били уобичајени у Средњој Азији и Северној Африци, где су путници и роба често били угрожени од друмских разбојника. Познати су каравански путеви са великим прометом од Ташкента до Пекинга, затим од Авганистана до Индије. Познат је био и каранавски пут тамњана са југа Арабије до Средоземног мора. У Африци се још и данас формирају каравани за пренос кухињске соли у Нигеру од оазе Билма до најближих насељених места.
На Балкану у историји трговине у средњем веку била су позната караванска путовања под именом (лат. turma — ’коњички одред’, касније ’телесна стража’). Реч караван' се употребљава од 14. века. Роба се преносила товарним коњима. Од 1300. године караванска путовања су нормирана среским статутима. Вођу каравана (лат. capitaneus turmae) именовало је градско веће у Дубровнику и Котору. Најпознатији каравански путеви у то време на Балкану били су од Дубровника до Босне и Србије, затим Сплит—Сарајево, а преко Балкана је ишао и трговачки пут (нарочито памук) из Македоније и турских покрајина за Француску. Караванско преношење робе задржало се све до друге половине 19. века, до увођења железнице.
Поред трговачких каравана постоје и ходочаснички каравани који су служили за заштиту ходочасника на њиховом путу ка светим местима (нпр. Мека, Медина) на хаџилуку. Најпознатији такви каравани полазили су из Каира и Дамаска.